# Tom Curren
Tom Curren nació el 3 de julio de 1964 en Newport Beach, California, Estados Unidos y es un ex surfista que consiguió ganar 3 títulos mundiales de surf, en 1985, 1986 y 1990.

## Biografía
Muy influido por su padre, Pat Curren, Tom comenzó a surfear a los 6 años y con 14 ganó dos campeonatos norteamericanos y el Campeonato Mundial Junior de 1980. Poco antes de dar el salto al circuito profesional, Tom firmó un contrato con una de las grandes compañías de surf del mundo, la australiana Rip Curl, por 40.000 dólares. Todo un récord para un surfista aún amateur.
Curren participó en tan sólo cuatro de los doce eventos en su primer año como profesional, ganando el Stubbies Pro en Trestles y el Marui Pro de Japón, terminando la temporada en la decimonovena posición. El primer título de Curren llegó en 1985 tras ganar una épica y aún hoy recordada semifinal del Rip Curl Pro contra Mark Occhilupo. Con este campeonato del mundo de surf, Tom se convirtió en el primer surfista estadounidense en proclamarse campeón del mundo desde que se renombró el circuito a ASP World Tour, ya que la última vez que un surfista estadounidense lo lograba fue en 1972, cuando James Blears ganaba el ISF Tour.
Al año siguiente, 1986, y con 21 años, Tom revalidó su corona ganando cinco de los primeros 10 eventos, entrando en la historia del surf estadounidense masculino como el primero en ganar dos campeonatos del mundo consecutivos. El surf estadounidense vivía, además, otros grandes momentos, ya que Freida Zamba conseguía en ese mismo año su tercer título mundial consecutivo superando así a las reinas americanas de finales de los 70 y comienzos de los 80, Margo Oberg y Lynne Boyer.
Tom perdió el interés por competir a nivel profesional e internacional a finales de los 80 e inició una exploración del surf a la que llamó "La Búsqueda". En 1990 regresó al surf profesional y sorprendió a todos al volver a ganar su tercer título mundial. Precisamente, su patrocinador, Rip Curl, aprovechó la "búsqueda" de Tom y lanzó una campaña promocional, con un documental incluido, protagonizado por Tom. Años más tarde, Rip Curl, introdujo en el ASP World Tour una prueba puntuable para el WCT, Rip Curl Search, en homenaje a su campeón.
Tom Curren batió importantes records en el ASP World Tour como la mayor cantidad de victorias en los diferentes torneo (33), mayor número de victorias en una temporada (7) y mayor número de años consecutivos con, al menos, una victoria (10). Algunos de ellos aún continúan vigentes hoy.